# Hyperolius viridiflavus
Hyperolius viridiflavus är en groda från Afrika som tillhör släktet Hyperolius och familjen gräsgrodor.

## Taxonomi
Denna grodas taxonomi är mycket komplicerad. Vissa forskare som den danske forskaren Arne Schiøtz delar in den i upp till 28 underarter, medan andra i stället vill splittra upp arten i 10 separata arter på grundval av den DNA-analys som utförts av Wieczorek et al. Denna analys har å andra sidan kritiserats för att inte vara heltäckande, så arten, eller arternas, taxonomiska status är fortfarande inte slutgiltigt fastställd.

## Utseende
Grodan påminner i kroppsbyggnaden om den europeiska lövgrodan, med tydliga, förstorade finger- och tådynor, tydlig simhud och trubbig nos. Pupillen är horisontell, och trumhinnan syns inte mot den omgivande huden. Längden når upp till 3 cm. Färgteckningen är emellertid mycket variabel. De vanligaste formerna förefaller ha mörkbrun till grå rygg, med eller utan små ringar eller fläckar i vitt, gult (då ofta med ett svart centrum i pricken/ringen) eller svart. Det finns emellertid många olika mönster, gula, gröna, svarta, vita ryggfärger samt marmorerade sådana och former med streck i stället för prickar. Vidare kan hos vissa former mönstret variera mellan ungdjur, vuxna honor och vuxna hanar. Händer och fötter är ofta rödaktiga.

## Utbredning
På grund av att arten och flera närstående arter bildar ett artkomplex, är den exakta utbredningen svår att avgöra. Arten finns troligen i Centralafrika från nordvästra Etiopien via södra Sudan, Sydsudan, västra Kenya, Uganda, Rwanda, Burundi och nordvästra Tanzania till nordöstra Kongo-Kinshasa. Troligtvis finns den även i Centralafrikanska republiken. En del av fynden i Sydsudan är osäkra. Arten är emellertid mycket vanlig.

## Ekologi
Arten vistas gärna vid vattensamlingar som sankmarker, vattenhål eller lugna bäckar, men kan även uppträda i skogsbryn eller gläntor i skogen. Arten klättrar bra och hanen ropar gärna från vasstrån, buskage eller trädgrenar. Den leker i olika, ofta temporära vattensamlingar, där även äggen läggs.
Grodan är känd för att vara den enda amfibie där honor under vissa förutsättningar kan byta kön och bli hanar.

## Status
Arten är klassificerad som livskraftig ("LC") av IUCN, Den är utsatt för viss insamling som sällskapsdjur, men det anses inte utgöra något egentligt hot.